# Campoformijski mir
Campoformijski mir sta 17. oktobra 1797 podpisala Napoleonom Bonaparte in grof Ludwik von Cobenzl v Campo Formio pri Vidmu kot predstavnika republike Francije in Habsburžanov. Zaznamoval je propad Prve koalicije, zmagovito sklenitev Napoleonovih bojnih pohodov v severni Italiji in konec prve faze napoleonskih vojn.
Sporazum je določal prenos Avstrijske Nizozemske (današnja Belgija in Luksemburg) v roke Francozov. Ozemlje Beneške republike je bilo razdeljeno med dve državi: Jonsko otočje in posesti v Albaniji je dobila republika Francija, Benečija, Istra, Dalmacija in Boka Kotorska pa so bili predani Habsburžanom, ki so morali priznati Cisalpinsko republiko in novoustanovljeno Ligursko republiko, oblikovano na območju predhodne Genovske republike.
Sporazum je prav tako vseboval tajne klavzule o razdelitvi ozemelj, po katerih bi se Francoska republika razširila do svojih »naravnih« meja in čez (severovzhodna meja na Renu, v Piemont in Lombardijo).
Sporazum je bil sestavljen in podpisan po petih mesecih pogajanj, temeljil pa je na določbah začasnega leobenskega miru, sklenjenega aprila 1797.